# 田中泰行
田中 泰行（たなか やすゆき）は、戦国時代の人物。執権北条氏（北条時行）の子孫とされる。父は北条伝兵衛（幻心）といい、明応2年（1493年）に蛭ヶ小島で討ち死にした（堀越公方関係か）という。妻は岩本摂津守の娘。

## 来歴
『寛政重修諸家譜』によれば、桓武平氏維将流北条氏支流で、鎌倉幕府得宗家の末裔とされる。中先代の乱を起こした北条時行の子孫が伊豆国田方郡狩野庄田中郷を領し、泰行の代に田中氏と称したという。
泰行は小田原の北条氏康に仕えた。「寛政重修諸家譜巻第五百八」に「北条氏康に属し、しばし戦功あり」と記され、天正6年12月23日に小田原で没したとある。

## 親族
息子の板部岡江雪斎は、天文5年（1536年）生まれで、徳川家康の側室・養珠院の叔父ではないかとされている（諸説あり）。紀州藩『南紀徳川史』の中の「名臣伝」の冒頭井上美保子 2009, p. 20に「按スルニ岡野家先祖ヨり…中略…江雪ハ養珠大夫人トハ叔姪ニシテ有名豪傑之士且名刀江雪左文字之因故等アル…」と記載されている。